# Сомондоко
Сомондоко (исп. Somondoco) — небольшой город и муниципалитет в центральной части Колумбии, на территории департамента Бояка. Входит в состав Восточной провинции.

## История
Поселение, из которого позднее вырос город, было основано в 1537 году. Муниципалитет Сомондоко был выделен в отдельную административную единицу в 1656 году.

## Географическое положение

Муниципалитет Сомондоко

Город расположен в юго-западной части департамента, в гористой местности Восточной Кордильеры, на расстоянии приблизительно 57 километров к юго-юго-западу (SSW) от города Тунха, административного центра департамента. Абсолютная высота — 1801 метр над уровнем моря.
Муниципалитет Сомондоко граничит на севере с территорией муниципалитета Сутатенса, на северо-востоке — с муниципалитетом Гарагоа, на востоке и юго-востоке — с муниципалитетом Альмейда, на юго-западе — с муниципалитетом Гуаята, на северо-западе — с муниципалитетом Гуатеке. Площадь муниципалитета составляет 58,7 км².

## Население
По данным Национального административного департамента статистики Колумбии, совокупная численность населения города и муниципалитета в 2015 году составляла 3632 человека.
Динамика численности населения муниципалитета по годам:
| 2005 | 2006 | 2007 | 2008 | 2009 | 2010 | 2011 | 2012 | 2013 | 2014 | 2015 |
| ---- | ---- | ---- | ---- | ---- | ---- | ---- | ---- | ---- | ---- | ---- |
| 4359 | 4290 | 4203 | 4129 | 4070 | 4004 | 3928 | 3858 | 3766 | 3703 | 3632 |

Согласно данным переписи 2005 года мужчины составляли 49,6 % от населения Сомондоко, женщины — соответственно 50,4 %. В расовом отношении белые и метисы составляли 99,9 % от населения города; индейцы — 0,1 %.
Уровень грамотности среди всего населения составлял 88 %.

## Экономика
Основу экономики Сомондоко составляет сельское хозяйство.

34,9 % от общего числа городских и муниципальных предприятий составляют предприятия сферы обслуживания, 33,1 % — предприятия торговой сферы, 29 % — промышленные предприятия , 3 % — предприятия иных отраслей экономики.